# منتخب المغرب لدوري الرغبي
منتخب المغرب لدوري الرغبي هو ممثل المغرب الرسمي في المنافسات الدولية في دوري الرغبي .